# نهایی‌ها (مجموعه کتاب کمیک)
نهایی‌ها (به انگلیسی: The Ultimates) یک مجموعه محدود کمیک سیزده شماره ای است که توسط مارک میلار نویسندگی و توسط برایان هیچ تصویرگری شده‌است. این مجموعه به معرفی تیم ابرقهرمانی نهایی‌ها می‌پردازد و توسط مارول نهایی اثر مارول کامیکس منتشر شده‌است.

## تاریخ انتشار
نهایی‌ها در فوریه ۲۰۰۲ (تاریخ جلد مارس ۲۰۰۲) آغاز به کار کرد و سیزده شماره ای شد.
برایان هیچ کار نهایی‌ها را به عنوان «پرده‌های پهن، سینمایی» توصیف می‌کند و علاقه خود را برای ترجمه اثر خود برای فیلم ابراز کرده‌است. این مینی سریال بارها تحت تأثیر تأخیرها قرار گرفتند و این هنرمند بعد از کار در اولین مجموعه نهایی‌ها بیان کرد «من فکر می‌کنم هنوز هم مردم من را به عنوان یک هنرمند غیرقابل اعتماد می‌بینند، پس مجبورم سخت تلاش کنم تا از شهرت بعنوان یک هنرمند کند بازگردد.»